# Jacques Le Brun
Jacques Le Brun (Parigi, 18 maggio 1931 – Parigi, 6 aprile 2020) è stato uno storico francese, specialista in storia del cristianesimo e letteratura religiosa del XVII secolo.

## Biografia
Laureatosi alla Sorbona, ateneo in cui inoltre conseguì il dottorato di ricerca nel 1971, dedicò le sue prime pubblicazioni all'analisi della figura e del pensiero di Jacques Bénigne Bossuet.
Fu docente di Storia del cattolicesimo moderno presso la École pratique des hautes études, nonché direttore della sezione di Scienze religiose della stessa  . Era inoltre il curatore scientifico delle opere e della corrispondenza di Fénelon.
Morì l'8 aprile 2020 a Parigi, all'età di 88 anni, per complicazioni da COVID-19.

## Principali pubblicazioni
- Bossuet (1970)
- Les Opuscules spirituels de Bossuet. Recherches sur la tradition nancéienne (1970)
- La spiritualité de Bossuet (1972)
- Le Pur Amour de Platon à Lacan (2002)
- La Jouissance et le Trouble. Recherches sur la littérature chrétienne de l'âge classique (2004)
- Le Pouvoir d'abdiquer. Essai sur la déchéance volontaire (2009)
- Sœur et amante. Les biographies spirituelles féminines du XVIIe siècle (2013)
- Dieu, un pur rien. Angelus Silesius, poésie, métaphysique et mystique (2019)